# Mission 633
Pour plus de détails, voir Fiche technique et Distribution.
Mission 633 (633 Squadron) est un film britannique de Walter Grauman sorti en 1964.

## Synopsis
Dans la Norvège de la Seconde Guerre mondiale, les services secrets britanniques repèrent une usine de carburant très bien protégée servant à alimenter des fusées allemandes. Le lieutenant Bergman est envoyé avec l'escadrille 633 composée de Mosquito pour détruire le site avant qu'il ne soit trop tard, mais la tâche se révèle quasiment impossible....

## Fiche technique
- Titre original : 633 Squadron
- Réalisation : Walter Grauman
- Scénario : James Clavell et Howard Koch
- Directeur de la photographie : Edward Scaife
- Montage : Bert Bates
- Musique : Ron Goodwin
- Décors : Michael Stringer
- Production : Cecil F. Ford
- Genre : Film de guerre
- Pays :  Royaume-Uni
- Durée : 101 minutes
- Date de sortie :
  -  Royaume-Uni : 4 juin 1964 (Londres)
  -  États-Unis : 24 juin 1964 (New York)
  -  France : 11 septembre 1964

## Distribution
- Cliff Robertson (VF : Jean-Pierre Duclos) : le colonel Roy Grant
- George Chakiris (VF : Jean Lagache) : le lieutenant Erik Bergman
- Maria Perschy : Hilde Bergman
- Harry Andrews (VF : Jacques Berthier) : Air Vice-Marshal Davis
- Donald Houston (VF : Jacques Harden) : le capitaine de groupe Don Barrett
- Michael Goodliffe (VF : Yves Brainville) : le leader d'escadrille Frank Adams
- John Meillon (VF : Albert Augier) : le lieutenant Gillibrand
- John Bonney : le lieutenant Scott
- Angus Lennie : l'officier de vol Hoppy Hopkinson
- Scott Finch : l'officier de vol Bissell
- John Church : l'officier de vol Evans
- Barbara Archer (VF : Arlette Thomas) : Rosie, la barmaid du Cygne noir
- Sean Kelly : le lieutenant Nigel
- Julian Sherrier : le lieutenant Singh
- Geoffrey Frederick : le lieutenant Frank
- Richard Shaw (VF : André Valmy) : Johanson
- Anne Ridler (VF : Paula Dehelly) : la tortionnaire SS